# Медведковское шоссе
Медве́дковское шоссе  — улица на севере Москвы в районе Ростокино Северо-восточного административного округа. Находится между проездом Серебрякова и проспектом Мира. Изначально Медведковское шоссе возникло как дорога, ответвляющаяся от Ярославского шоссе (ныне проспект Мира) к селу Медведково. К настоящему времени основная часть шоссе включена в улицы Амундсена и Кольскую. Оставшаяся часть представляет собой начальный отрезок бывшего шоссе. При этом въезд с проспекта Мира на Медведковское шоссе невозможен.

## Расположение

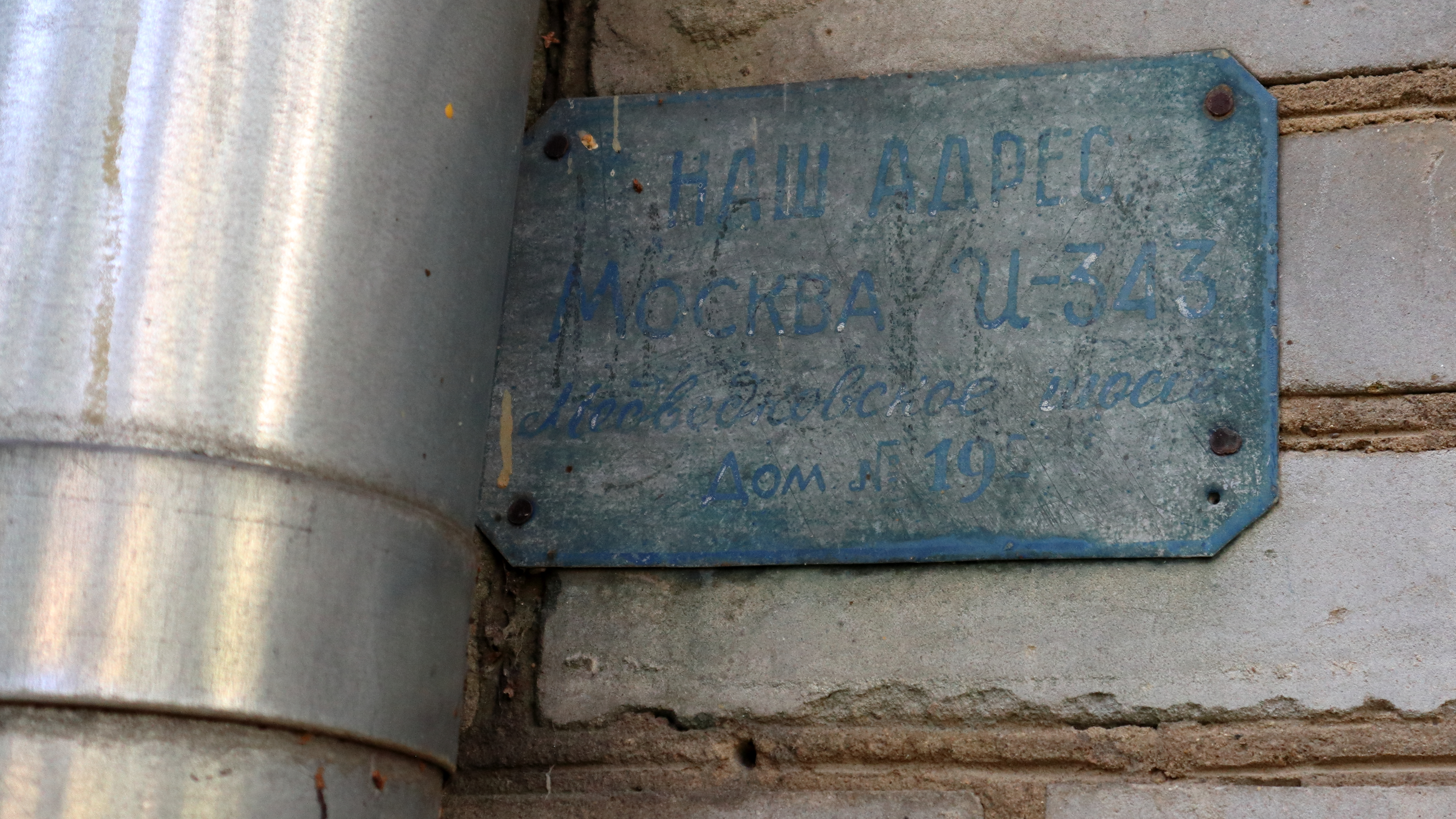
Адресная табличка Медведковское шоссе дом 19 (современный адрес: улица Амундсена, дом 17)

Нынешнее Медведковское шоссе начинается от проезда Серебрякова как продолжение улицы Амундсена, проходит на юг до станции Ростокино малого кольца Московской железной дороги, затем поворачивает на юго-восток и параллельно железной дороге выходит на проспект Мира в непосредственной близости от железнодорожного моста через проспект Мира. Находится в промышленной зоне. Домовладений по шоссе не числится.